# Powiat de Łęczna
Pour les articles homonymes, voir Łęczna.
Le powiat de Łęczna (polonais : powiat łęczyński) est un powiat (district) de la voïvodie de Lublin, dans le sud-est de la Pologne.
Il est né le 1er janvier 1999, à la suite des réformes polonaises de gouvernement local passées en 1998. 
Le siège administratif du powiat est la ville de Łęczna, située à environ 23 kilomètres à l'est de Lublin (capitale de la voïvodie), seule ville du powiat. 
Le district couvre une superficie de 633,75 kilomètres carrés. En 2006, sa population totale est de 57 314 habitants, avec une population pour la ville de Łęczna de 21 689 habitants et une population rurale de 35 625 habitants.

## Division administrative
Le district de Krasnystaw comprend 6 gminy (communes) (1 urbaine-rurale et 5 rurales) :
- 1 commune urbaine-rurale : Łęczna ;
- 5 communes rurales : Cyców, Ludwin, Milejów, Puchaczów et Spiczyn.

Celles-ci sont inscrites dans le tableau suivant, dans l'ordre décroissant de la population.
| Gmina           | Type         | Supérficie (km²) | Population (2006) | Chef-lieu     |
| Gmina Łęczna    | urbain-rural | 74,9             | 25 178            | Łęczna        |
| Gmina Milejów   | rural        | 115,7            | 9 256             | Milejów-Osada |
| Gmina Cyców     | rural        | 147,9            | 7 516             | Cyców         |
| Gmina Spiczyn   | rural        | 83,1             | 5 492             | Spiczyn       |
| Gmina Ludwin    | rural        | 120,5            | 4 985             | Ludwin        |
| Gmina Puchaczów | rural        | 91,7             | 4 887             | Puchaczów     |

## Démographie
Données du 30 juin 2005 :
| Description | Total  | Total | Femmes | Femmes | Hommes | Hommes |
| ----------- | ------ | ----- | ------ | ------ | ------ | ------ |
| Unité       | Nombre | %     | Nombre | %      | Nombre | %      |
| Population  | 57 335 | 100   | 29 111 | 50,77  | 28 224 | 49,23  |
| Urbain      | 21 815 | 38,05 | 11 137 | 19,42  | 10 678 | 18,62  |
| Rural       | 35 520 | 61,95 | 17 974 | 31,35  | 17 546 | 30,60  |

## Histoire
De 1975 à 1998, les différentes gminy du powiat actuel appartenaient administrativement à la Voïvodie de Chełm et de la Voïvodie de Lublin.